# 제17회 아카데미상
제17회 아카데미상은 1945년 3월 15일에 열린 시상식이다. LA 그로맨스 차이니즈 극장에서 개최되었으며 사회자는 존 크롬웰, 밥 호프이다.

## 후보 및 수상

### 작품상
- 나의 길을 가련다 - 레오 맥캐리 수상

### 이중 배상
- 조셉 시스트롬
- 가스등 - 아서 혼블로우 주니어
- 신스 유 원트 어웨이 - 데이빗 O. 셀즈닉
- 윌슨 - 대릴 F. 자눅

### 남우주연상
- 나의 길을 가련다 - 빙 크로스비 수상
- 가스등 - 샤를르 보와이에
- 나의 길을 가련다 - 베리 피츠제럴드
- 논 벗 더 론리 하트 - 캐리 그랜트
- 윌슨 - 알렉산더 크녹스

### 여우주연상
- 가스등 - 잉그리드 버그만 수상

### 이중 배상
- 바바라 스탠윅
- 미스터 스케핑튼 - 베티 데이비스
- 파킹튼 부인 - 그리어 가슨
- 신스 유 원트 어웨이 - 클로데트 콜베르

### 남우조연상
- 나의 길을 가련다 - 베리 피츠제럴드 수상
- 로라 - 클리프톤 웹
- 미스터 스케핑튼 - 클로드 레인스
- 세븐스 크로스 - 험 크로닌
- 신스 유 원트 어웨이 - 몬티 울리

### 여우조연상
- 논 벗 더 론리 하트 - 에델 베리모어 수상
- 드래곤 씨드 - 어라인 맥마혼
- 가스등 - 안젤라 랜즈베리
- 미스터 스케핑튼 - 아그네스 무어헤드
- 신스 유 원트 어웨이 - 제니퍼 존스

### 감독상
- 나의 길을 가련다 - 레오 맥캐리 수상

### 이중 배상
- 빌리 와일더
- 로라 - 오토 프레밍거
- 구명 보트 - 알프레드 히치콕
- 윌슨 - 헨리 킹

### 각본상
- 윌슨 - 라마르 트로티 수상

### 각색상
- 나의 길을 가련다 - Frank Butler 수상

### 촬영상
- 윌슨 - 레온 샴로이 수상
- 로라 - 조셉 라쉘 수상

### 편집상
- 윌슨 - 바바라 맥린 수상

### 미술상
- 윌슨 - 위어드 아이넨 수상
- 가스등 - 세드릭 기븐스 수상

### 원작상
- 나의 길을 가련다 - 레오 맥캐리 수상

### 음악상
- 커버걸 - 카르멘 드래곤 수상
- 신스 유 원트 어웨이 - 맥스 스타이너 수상

### 주제가상
- 나의 길을 가련다 - 지미 반 헤슨 수상

### 음향믹싱상
- 윌슨 - 20세기 폭스사 SSD 수상

### 특수효과상
- 써티 세컨즈 오버 도쿄 - A. 아놀드 질레스피 수상

### 장편다큐멘터리상
- The Fighting Lady 수상

### 단편다큐멘터리상
- With the Marines at Tarawa 수상

### 공로상
- Bob Hope 수상

### 아역상
- Margaret O'Brien 수상

### 어빙 탤버그 상
- Darryl F. Zanuck 수상

## 같이 보기
- 제2회 골든 글로브상